# Philip av Karthago
Philip av Karthago, levde på 100-talet f.Kr. var en grekisk prostituerad. 
Han var en berömd manlig prostituerad. Han var älskare till Lucius Quintius Flaminius, när denne var guvernör i Gallien. Flaminius avsattes från sin post som guvernör efter en affär där han anklagades för att ha beordrat en avrättning på begäran av Philip. 